# はしメロ
はしメロは、日本の女性シンガー・トラックメイカー。

## 略歴
2020年頃から音楽活動を開始。
2020年5月8日、「浴す」のMVが公開される。
2022年1月19日、「みらみら」を配信リリース。国内外のSNSで話題を呼び、累計200万回ストリーミングを突破。
カルチャーの前線で活躍するキュレーター達が厳選した音楽を配信するデジタルディストリビューションサービスFRIENDSHIP.が楽曲の総再生数をもとに発表するランキング「FRIENDSHIP. Top50 Chart 2022」で年間6位を記録。配信から1年間以上ウィークリーチャートTop10にランクイン。
2023年6月28日、MAISONdes「けーたいみしてよ feat. はしメロ,maeshima soshi」に作詞・作曲・歌唱で参加。TikTokを中心にSNSで投稿が急増し、Billboard JapanによるTikTokソング・チャート“TikTok Weekly Top 20“で1位を獲得した。

## 人物
- ひょうきんオタク。
- 自身での作曲からタイプビートでのラップまで、ジャンルレスな楽曲を得意とする。
- バンド・鍵を返せのボーカルも担当。
- 夢はポップスターとアイドルプロデューサー。[4]

## 作品

### 配信楽曲
| 配信開始日     | 曲名                 | 収録アルバム、EP |
| -------------- | -------------------- | ---------------- |
| 2021年5月21日  | ナイナイラブ         |                  |
| 2021年12月29日 | YOKAZE replay        | ismEP            |
| 2022年1月19日  | みらみら             | ismEP            |
| 2022年2月24日  | routine              | ismEP            |
| 2023年4月26日  | メリみ               |                  |
| 2023年5月31日  | mine                 |                  |
| 2023年6月14日  | わるいゆめ           |                  |
| 2023年7月23日  | がなかむ             |                  |
| 2023年10月4日  | テイクアウト         |                  |
| 2024年3月27日  | サイキック           |                  |
| 2024年6月7日   | 安泰                 |                  |
| 2024年7月5日   | パレット             |                  |
| 2024年8月14日  | 渋谷のオナゴ気が強い |                  |
| 2024年8月21日  | tan tan tan          |                  |

### 参加作品
| 発売日        | 曲名                                            | アーティスト名 | 収録作品                |
| ------------- | ----------------------------------------------- | -------------- | ----------------------- |
| 2020年6月10日 | BUBBLE GUM（feat.はしメロ）                     |                |                         |
| 2021年5月21日 | アフタースクール（feat.はしメロ）               |                | Miiakiis『In Our Room』 |
| 2023年6月28日 | けーたいみしてよ feat. はしメロ, maeshima soshi | MAISONdes      |                         |
| 2024年1月12日 | ロックオン feat. はしメロ，巡巡                 | MAISONdes      |                         |
| 2024年4月26日 | なにする？ feat. はしメロ                       | Anonymouz      |                         |

## 主なライブ

### 出演イベント
2023年
- 7月21日 - MAISONdes LIVE #1
- 10月8日 - Eggs presents FM802 MINAMI WHEEL 2023